# Georgetown (Connecticut)
Pour les articles homonymes, voir Georgetown.
Georgetown est un village — et une census-designated place — situé dans le comté de Fairfield au Connecticut aux États-Unis. Lors du recensement de 2010, Georgetown avait une population totale de 1 805 habitants.

## Géographie
Selon le Bureau du recensement des États-Unis, la superficie de la ville est de 7,4 km2, dont 7,3 km2 de terres et 0,1 km2 de plans d'eau (soit 0,70 %).

## Démographie
D'après le recensement de 2000, il y avait 1 650 habitants, 572 ménages, et 455 familles dans la ville. La densité de population était de 224,3 hab/km2. Il y avait 597 maisons avec une densité de 81,2 maisons/km2. La décomposition ethnique de la population était : 94,00 % blancs ; 1,33 % noirs ; 0,24 % amérindiens ; 3,39 % asiatiques ; 0,00 % natifs des îles du Pacifique ; 0,48 % des autres races ; 0,55 % d'au moins 2 races. 3,39 % de la population était hispanique ou Latino de n'importe quelle race.
Il y avait 572 ménages, dont 44,9 % avaient des enfants de moins de 18 ans, 71,0 % étaient des couples mariés, 4,7 % avaient une femme qui était parent isolé, et 20,3 % étaient des ménages non-familiaux. 16,3 % des ménages étaient constitués de personnes seules et 5,9 % de personnes seules de 65 ans ou plus. Le ménage moyen comportait 2,87 personnes et la famille moyenne avait 3,27 personnes.
Dans la ville la pyramide des âges était 30,4 % en dessous de 18 ans, 3,3 % de 18 à 24, 29,9 % de 25 à 44, 27,7 % de 45 à 64, et 8,7 % qui avaient 65 ans ou plus. L'âge médian était 38 ans. Pour 100 femmes, il y avait 100,0 hommes. Pour 100 femmes de 18 ans ou plus, il y avait 99,1 hommes.
Le revenu médian par ménage de la ville était 103 424 dollars US, et le revenu médian par famille était $110 081. Les hommes avaient un revenu médian de $81 538 contre $59 531 pour les femmes. Le revenu par habitant de la ville était $55 029. 4,7 % des habitants et 2,0 % des familles vivaient sous le seuil de pauvreté. 3,5 % des personnes de moins de 18 ans et 4,6 % des personnes de plus de 65 ans vivaient sous le seuil de pauvreté.
| 2000  | - | - | - | - | - |
| ----- | - | - | - | - | - |
| 1 650 | - | - | - | - | - |